# Rosbruck
Rosbruck (Duits: Rossbrücken) is een gemeente in het Franse departement Moselle (regio Grand Est) en telt 912 inwoners (1999).
De gemeente maakt sinds 22 maart 2015 deel uit van het kanton Forbach. Daarvoor hoorde het bij het kanton Behren-lès-Forbach, dat toen opgeheven werd. Het arrondissement Forbach fuseerde met het arrondissement Boulay-Moselle tot het huidige arrondissement Forbach-Boulay-Moselle.

## Geografie
De oppervlakte van Rosbruck bedraagt 1,4 km², de bevolkingsdichtheid is 651,4 inwoners per km².
De onderstaande kaart toont de ligging van Rosbruck met de belangrijkste infrastructuur en aangrenzende gemeenten.

## Demografie
Onderstaande figuur toont het verloop van het inwonertal (bron: INSEE-tellingen).